# Celestynów (powiat Opoczyński)
Celestynów is een dorp in het Poolse woiwodschap Łódź, in het district Opoczyński. De plaats maakt deel uit van de gemeente Sławno en ligt 58 km ten zuidoosten van de stad Łódź.